# Жуков, Андрей Дмитриевич
Андрей Дмитриевич Жуков (род. 10 октября 1948, Ленинград- 16 июня 2014 ,г. Москва) — российский политический деятель, депутат Государственной Думы ФС РФ четвёртого созыва (2007—2011). член Изборского клуба,военный эксперт.

## Биография
Окончил физический факультет МГУ им. М. В. Ломоносова в 1971 г., Краснознаменный институт внешней разведки КГБ СССР в 1977 г., доктор исторических наук, старший научный сотрудник. Академик Российской академии естественных наук (РАЕН).
Служил в Первом Главном управлении КГБ СССР (ныне — Служба внешней разведки России) в должностях от младшего оперуполномоченного до начальника аналитического отдела по военно-политическим проблемам. Одним из важнейших его достижений стала разработка ряда научных программ по раннему обнаружению военно-стратегических угроз СССР вплоть до отражения первого ракетно-ядерного удара вероятного противника.
1987—1990 — консультант международного отдела ЦК КПСС. В 1990-1994 гг. был первым вице-президентом РАУ-корпорации (Российско-Американский университет), в 1992-1993 гг. — входил в Президентский совет Российской Федерации.

### Депутат госдумы
7 декабря 2003 г. был избран в Государственную Думу РФ четвёртого созыва по федеральному списку избирательного объединения Родина (народно-патриотический союз).
Похоронен в Москве, на Троекуровском кладбище, участок 20.